# WELFARE group presents それU.K.!! ミライbridge
WELFARE group presents それU.K.!! ミライbridgeは、FM大阪で2019年6月2日から放送されている番組。株式会社エースタイルの提供。DJはU.K. / 楠雄二朗 ・谷本吉紹。番組ハッシュタグは #ミライbridge。

## 概要
- 2025年日本国際博覧会（大阪万博）開催を控えた大阪・関西をもっと活性化させていく為、経営者・アスリート・有名人・若手起業家など関西で活躍する人をゲストに招き、「イマ」「ミライ」について話をする番組。介護・看護スタッフの現場の生の声も交え、仕事のやりがい、課題など介護・障害福祉に関する話も行う。
- DJであるU.K. / 楠雄二朗 が自ら番組の企画立案に携わっている[2]。

## 出演者
- U.K. / 楠雄二朗 [3]…番組内では「お茶の間のアイドル・Uちゃん」
- 谷本吉紹（株式会社エースタイル代表取締役社長）[4][5]…番組内では「大阪介護業界の革命児・谷さん」
- エリーナ秘書（介護あかるくらぶ[注 1]）[6]
- まさZO20（介護あかるくらぶ）[7]
- きったん（介護あかるくらぶ）[8]

## 放送内容

### ミライ・リーダー
関西で活動中の経営者・アスリート・著名人を迎え、その方の「イマ」までの歩み、そして「ミライ」、ターニングポイントになった1曲を聞いていくコーナー。

### パートナーズ・カフェ
YouTuberユニット「介護あかるくらぶ」のメンバーが介護・福祉の現場で働く人などを紹介する。

### エリーナの部屋
YouTuberユニット「介護あかるくらぶ」のエリーナ秘書が「介護・福祉業界のイマ」をテーマに質問に答えたり、最新トピックスを紹介する。番組の流れからYouTubeチャンネル「介護あかるくらぶ」内で「U.K.とエリーナの部屋」が始動。

### OSAKA NOW＆FUTURE
月に1度、大阪府の職員の方を招き「大阪の今、そして未来について」話を聞く

## エピソード
- 2020年4月12日・19日には吉村洋文大阪府知事がゲスト出演(2020年3月収録)。ターニングポイントとなった曲としてエレファントカシマシ「今宵の月のように」をリクエストした[12]。
- 2020年6月5日「なんば経済新聞」に1周年を記念したインタビュー掲載。長寿番組、京セラドーム貸切イベントの目標を明かす[13]。
- 2020年9月20日・27日はお笑いコンビのチキチキジョニーが出演。JCOM「パインバンブーアワー」とのコラボ企画。同番組のロケでチキチキジョニーがエリーナ秘書と出会い、ラジオ収録があると聞きFM大阪にやってくる。
- 2021年1月24日・31日、松井一郎大阪市長がゲスト出演。
- 2021年4月18日・25日、番組99回・100回スペシャルとして橋下徹がゲスト出演[14][15]。
- 2022年9月「令和の虎」主宰・岩井良明がゲスト出演。同時期、YouTube「令和の虎」に谷本が出演開始。
- 2023年7月16日・23日には吉村洋文大阪府知事が2度目のゲスト出演。
- 2024年4月7日・14日には横山英幸大阪市長がゲスト出演。

## 主なゲスト例
- 徳山昌守（ボクシング 元世界スーパーフライ級チャンピオン）
- 嘉門タツオ（シンガーソングライター）
- akane（振付師）
- 吉村洋文（大阪府知事）
- 大西宏幸（衆議院議員）
- 中村利江（出前館）
- チキチキジョニー（お笑いコンビ）
- 壱城あずさ（女優）
- 角田信朗（正道会館空手 総本部師範・元K-1競技統括プロデューサー）
- 岩崎宏美（歌手）※リモート出演
- 山口浩（神戸北野ホテル）
- 松井一郎（大阪市長）
- 平松愛理（シンガーソングライター）
- 森脇健児（お笑い芸人）
- 橋下徹（元大阪市長・弁護士）
- 月亭八光（落語家）
- 珠久美穂子（DJ）
- 花*花
- ♥さゆり（かつみ♥さゆり）
- タージン
- 植村花菜
- 岡田浩暉
- 赤松悠実
- ガクテンソク
- 岩田稔
- 辻本茂雄（吉本新喜劇）
- 殿村美樹（株式会社TMオフィス）
- かみじょうたけし
- 杉田陽平（画家）
- 兵動大樹
- 笑福亭生寿・笑福亭喬介（五楽笑人）
- 岩井良明（株式会社MONOLITH Japan）
- おかけんた（お笑い芸人・アートプランナー）
- ギャロップ
- 川畑泰史（吉本新喜劇）
- 寿君（レゲエシンガー）
- 酒井藍（吉本新喜劇）
- チキチキジョニー
- ツートライブ
- 桜井雅斗（吉本新喜劇）
- 吉村洋文（大阪府知事）
- サマンサ・アナンサ（ドラァグクイーン）
- doa（徳永暁人・大田紳一郎・吉本大樹）
- 松井一郎
- 間寛平（吉本新喜劇）
- 横山英幸（大阪市長）